# Roger Moore
Sir Roger George Moore KBE, cunoscut ca Roger Moore , (n. 14 octombrie 1927, County of London⁠(d), Anglia, Regatul Unit – d. 23 mai 2017, Crans-Montana⁠(d), Cantonul Valais, Elveția) a fost un actor englez, cel mai cunoscut ca interpret al personajului James Bond (între 1972 și 1985), un agent secret britanic ficțional (007) creat de Ian Fleming, respectiv al personajului principal de ficțiune din serialul Sfântul.
Moore a preluat interpretarea personajului agentul secret 007 de la Sean Connery în 1972, apărând prima dată ca James Bond în filmul Live and Let Die (1973), continuând a portretiza spionul britanic pentru încă șase filme din seria filmelor 007, până la „pensionarea” sa din întruparea personajului în 1985.
Numit Ambasador UNICEF în 1991, Moore a fost înobilat de regina Elisabeta a II-a în 2003 pentru servicii în opera de caritate. În 2007, a primit o stea pe Hollywood Walk of Fame pentru munca sa din televiziune și film. În 2008, guvernul Franței l-a desemnat pe Moore ca Comandant al ordinului Ordre des Arts et des Lettres.

## Tinerețe
Roger George Moore s-a născut pe 14 octombrie 1927 în Stockwell , Londra. A fost singurul copil al lui George Alfred Moore (1904–1997), care a fost polițist, și al lui Lillian „Lily” Pope (1904–1986). A urmat cursurile școlii Battersea Grammar, dar a fost evacuat la Holsworthy, Devon, în timpul celui de-al Doilea Război Mondial și a urmat cursurile Colegiului Launceston din Cornwall. A continuat studiile la școala Dr. Challoner din Amersham, Buckinghamshire.  
Când tatăl său a investigat un jaf la domiciliul regizorului de film Brian Desmond Hurst, acesta a fost prezentat regizorului și a fost angajat ca figurant pentru filmul din 1945, Caesar și Cleopatra. Hurst a decis să plătească taxele lui Moore la Academia Regală de Artă Dramatică din Londra, pe care a absolvit-o în 1945. Moore a petrecut trei semestre la RADA, unde a fost coleg de clasă cu viitoarea sa colegă din Bond, Lois Maxwell. 
La 18 ani, la scurt timp după sfârșitul celui de-al Doilea Război Mondial , Moore a fost recrutat pentru serviciul militar național. Pe 21 septembrie 1946 a fost înrolat în Corpul Regal de Servicii al Armatei ca sublocotenent.  

## Carieră
În cartea sa, Last Man Standing: Tales from Tinseltown, Moore afirmă că prima sa apariție la televizor a avut loc pe 27 martie 1949 în „The Governess” de Patrick Hamilton, în care a jucat rolul lui Bob Drew. La începutul anilor 1950, Moore a lucrat ca model, apărând în reclame tipărite în Marea Britanie pentru tricotaje și o gamă largă de alte produse, cum ar fi pasta de dinți.
Moore a călătorit în Statele Unite și a început să lucreze în televiziune. În martie 1954, acesta a semnat un contract pe șapte ani cu compania Metro-Goldwyn-Mayer. Și-a început contractul cu MGM cu un rol mic în The Last Time I Saw Paris (1954), alături de Elizabeth Taylor. 
Primul succes al lui Moore a fost interpretarea eroului Sir Wilfred de Ivanhoe, în serialul Ivanhoe din 1958–1959, o adaptare a romanului din 1819 de Sir Walter Scott, a cărui acțiune se petrece în secolul al XII-lea, în epoca lui Richard Inimă de Leu, și care explorează conflictul dintre Ivanhoe și Prințul John.
Între anii 1962 și 1969, Lew Grade l-a distribuit pe Moore în rolul lui Simon Templar într-o nouă adaptare a serialului Sfântul, bazată pe romanele lui Leslie Charteris. În 1973 a fost distribuit în Trăiește și lasă să mori, fiind primul rol interpretat din seria James Bond. 

## Decesul
Moore a murit la domiciliul său din Crans-Montana, Elveția, pe 23 mai 2017, din cauza unor cancere pulmonare și hepatice.  A fost înmormântat în cimitirul Monaco.

## Filmografie

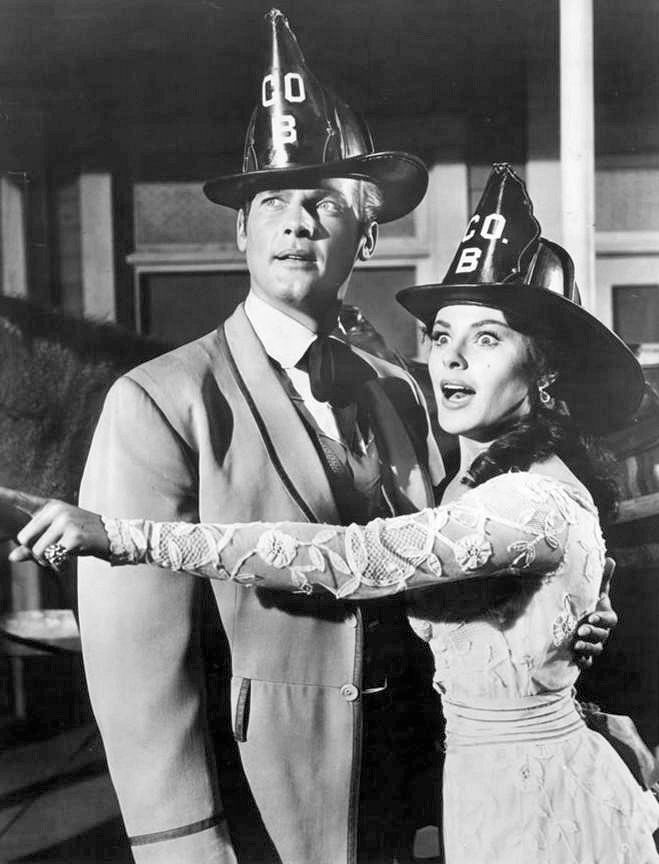
Cu Kathleen Crowley în Maverick (1961)

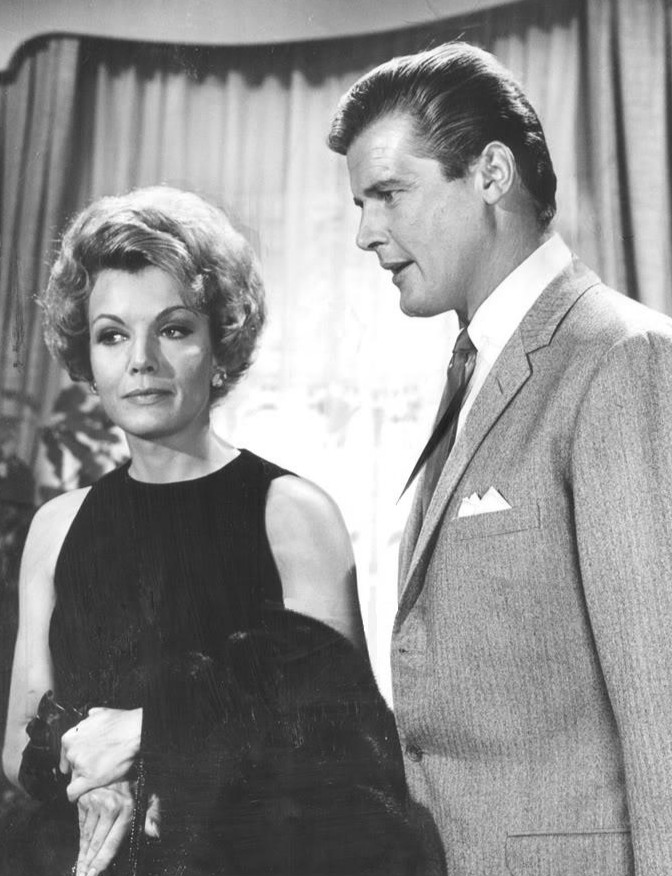
With Joanna Barnes în The Trials of O'Brien

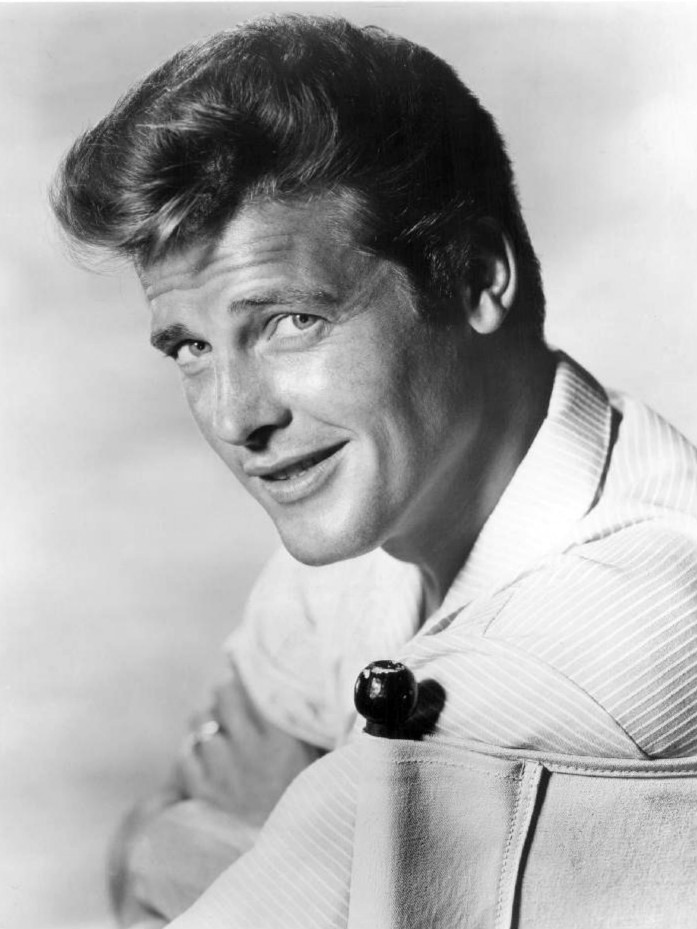
Moore, c. 1960

| An         | Titlu                                    | Rol                          | Note      |
| ---------- | ---------------------------------------- | ---------------------------- | --------- |
| 1954       | The Last Time I Saw Paris                | Paul                         |           |
| 1955       | Interrupted Melody                       | Cyril Lawrence               |           |
| 1955       | The King's Thief                         | Jack                         |           |
| 1956       | Diane                                    | Prince Henri                 |           |
| 1958       | Ivanhoe                                  | Ivanhoe                      | Serial TV |
| 1959       | The Miracle                              | Capt. Michael Stuart         |           |
| 1959       | The Alaskans                             | Silky Harris                 |           |
| 1959       | Maverick                                 | Beau Maverick                | Serial TV |
| 1961       | The Sins of Rachel Cade                  | Paul Wilton                  |           |
| 1961       | Gold of the Seven Saints                 | Shaun Garrett                |           |
| 1962       | Romulus and the Sabines                  | Romulus                      |           |
| 1962       | No Man's Land                            | Enzo Prati                   |           |
| 1962– 1969 | The Saint                                | Simon Templar                | Serial TV |
| 1968       | The Fiction Makers                       | Simon Templar                |           |
| 1969       | Vendetta for the Saint                   | Simon Templar                |           |
| 1969       | Crossplot                                | Gary Fenn                    |           |
| 1970       | The Man Who Haunted Himself              | Harold Pelham                |           |
| 1971       | The Persuaders!                          | Brett Sinclair               |           |
| 1973       | Live and Let Die                         | James Bond                   |           |
| 1974       | Gold                                     | Rod Slater                   |           |
| 1974       | The Man with the Golden Gun              | James Bond                   |           |
| 1975       | That Lucky Touch                         | Michael Scott                |           |
| 1976       | Street People                            | Ulysses                      |           |
| 1976       | Shout at the Devil                       | Sebastian Oldsmith           |           |
| 1977       | Sherlock Holmes in New York              | Sherlock Holmes              |           |
| 1977       | The Spy Who Loved Me                     | James Bond                   |           |
| 1978       | The Wild Geese                           | Lieutenant Shaun Fynn        |           |
| 1979       | Escape to Athena                         | Major Otto Hecht             |           |
| 1979       | Moonraker                                | James Bond                   |           |
| 1979       | North Sea Hijack                         | Rufus Excalibur ffolkes      |           |
| 1980       | The Sea Wolves                           | Captain Gavin Stewart        |           |
| 1980       | Sunday Lovers                            | Harry Lindon                 |           |
| 1981       | The Cannonball Run                       | Seymour                      |           |
| 1981       | For Your Eyes Only                       | James Bond                   |           |
| 1983       | Octopussy                                | James Bond                   |           |
| 1983       | Curse of the Pink Panther                | Chief Insp. Jacques Clouseau |           |
| 1984       | The Naked Face                           | Dr. Judd Stevens             |           |
| 1985       | A View to a Kill                         | James Bond                   |           |
| 1990       | Fire, Ice and Dynamite                   | Sir George Windsor           |           |
| 1990       | Bullseye!                                | Sir John Bevistock           |           |
| 1992       | Bed & Breakfast                          | Adam                         |           |
| 1995       | The Man Who Wouldn't Die                 | Thomas Grace                 |           |
| 1996       | The Quest                                | Lord Edgar Dobbs             |           |
| 1997       | Spice World                              | The Chief                    |           |
| 2001       | The Enemy                                | Supt. Robert Ogilvie         |           |
| 2002       | Boat Trip                                | Lloyd Faversham              |           |
| 2010       | Cats & Dogs: The Revenge of Kitty Galore | Tab Lazenby                  |           |
| 2011       | A Princess for Christmas                 | Edward, Duke of Castlebury   |           |
| 2013       | Incompatibles                            | Himself                      |           |
| 2017       | The Saint                                | Jasper                       |           |

## Premii
Pentru munca de caritate
- 2007: Dag Hammarskjöld Inspiration Award (UNICEF)
- 2004: UNICEF's Audrey Hepburn Humanitarian Award
- 2003: German Federal Cross of Merit (Bundesverdienstkreuz) for his UNICEF work
- 2003: Knight Commander of the Order of the British Empire
- 1999: Commander of the Order of the British Empire (CBE)

Premii pentru realizările pe viață
- 2008: Commander of the French National Order of Arts and Letters (Ordre national des Arts et des Lettres)
- 2007: Hollywood Walk of Fame
- 2004: TELEKAMERA ("Tele Tydzień" Lifetime Achievement Award, Poland)
- 2002: Monte Carlo TV Festival (Lifetime Achievement Award)
- 2001: Lifetime achievement award (Filmfestival, Jamaica)
- 1997: Palm Springs film festival, USA, Lifetime Achievement Award
- 1995: TELE GATTO (Italian TV; Lifetime Achievement Award)
- 1991: GOLDEN CAMERA (German TV; lifetime achievement award)
- 1990: BAMBI (Lifetime Achievement Award from the German magazine BUNTE)

Pentru roluri
- 1981: OTTO (Most popular Film Star; from German Magazine BRAVO)
- 1980: SATURN Award (Most Popular International Performer)
- 1980: GOLDEN GLOBE: World Film Favorite-Male
- 1973: BAMBI (shared with Tony Curtis for "The Persuaders", from the German magazine BUNTE)
- 1973: BEST ACTOR IN TV, award from the French magazine TELE-7-JOURS, shared with Tony Curtis for "The Persuaders"
- 1967: ONDAS-AWARD (Spanish TV for "The Saint")
- 1967: OTTO (Most popular TV-star for "The Saint"; from German magazine BRAVO)